# برباتووو
برباتووو (به صربی: Berbatovo) یک منطقهٔ مسکونی در صربستان است که در نیش واقع شده‌است.